# Promise (Krezip)
Promise is een nummer van de Nederlandse band Krezip uit 2002. Het is de tweede single van hun tweede studioalbum Days Like This.
Het nummer is een rustige ballad. Het is het vierde nummer op het album Days Like This. Ook op voorganger Nothing Less was de vierde track de ballad. "Promise" werd een bescheiden hitje in Nederland. Het haalde de 16e positie in de Nederlandse Top 40. In Vlaanderen bereikte het nummer de 11e positie in de Tipparade.